# Jan Hron
Jan Hron (* 17. září 1941) je pedagog na Provozně ekonomické fakultě ČZU a bývalý rektor České zemědělské univerzity v Praze.
Pochází ze sedlácké rodiny, díky čemuž měl problémy s dostáním se na studia. Když se hlásil na Veterinární a farmaceutickou univerzitu v Brně, nebyl přijat údajně pro enormní zájem, dále se hlásil na provozně-ekonomickou fakultu ČZU, kde v náhradním termínu uspěl, ale po prvním ročníku byl vyloučen z kádrových důvodů.

## Vzdělání
- 1955–1959 Vysoká škola zemědělské techniky v Klatovech
- 1959–1964 postgraduální studium na Vysoké škole zemědělské v Praze, Fakulty ekonomiky a managementu
- 1969 obdržel akademický titul CSc.
- 1977 obdržel akademický titul docent
- 1988 obdržel akademický titul DrSc.
- 1989 obdržel akademický titul profesor

## Publikace
Je autorem asi 350 vědeckých publikací, 63 výzkumných zpráv, 45 učebnic a skript a 38 mezinárodních titulů.